# Regiomontanus (cràter)
Regiomontanus és un antic cràter d'impacte de la Lluna situat a la regió de les terres altes del sud, al sud-est de la Mare Nubium. S'uneix a través d'una vora de perfil caòtic cap al nord amb el cràter Purbach, i cap al sud-sud-est amb Walther.

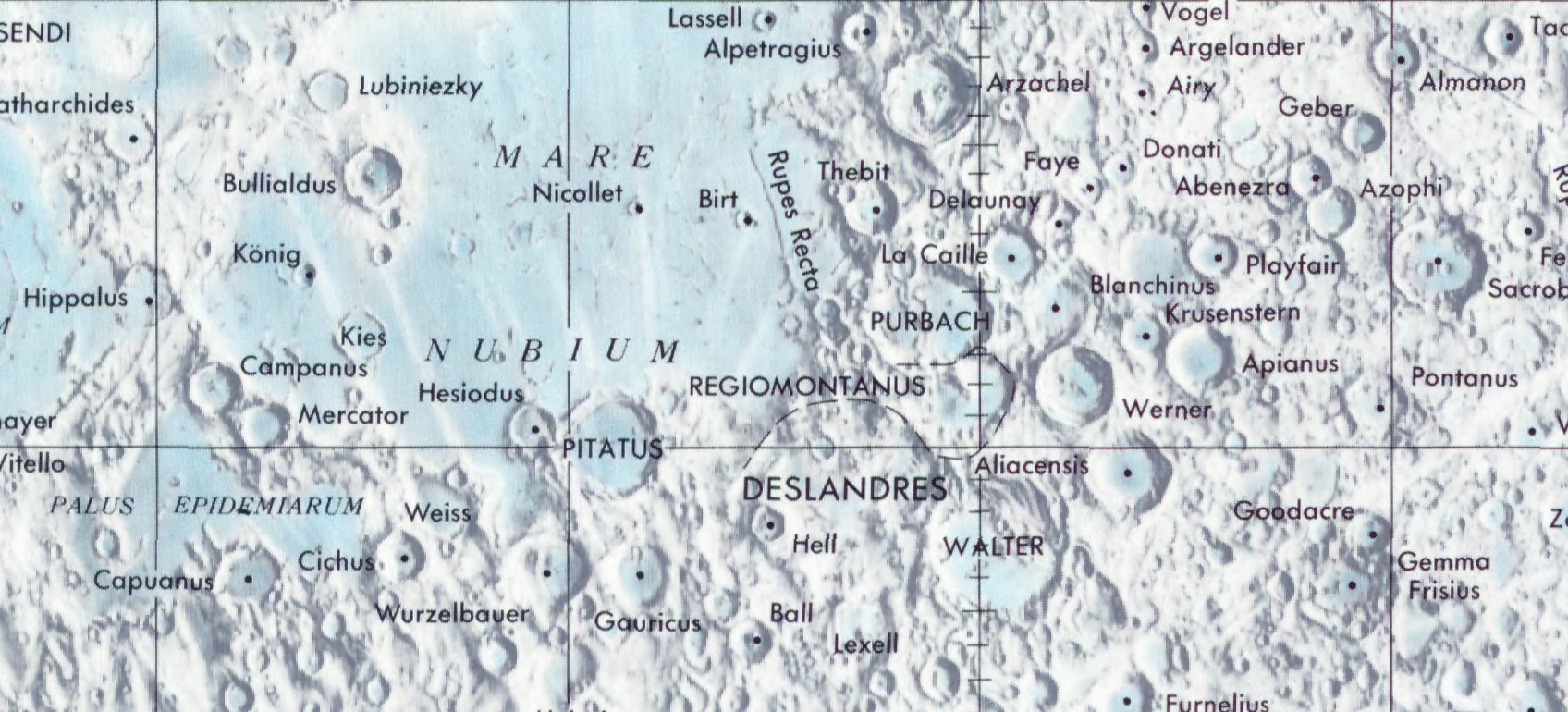
Localització de Regiomontanus (centre de la imatge)
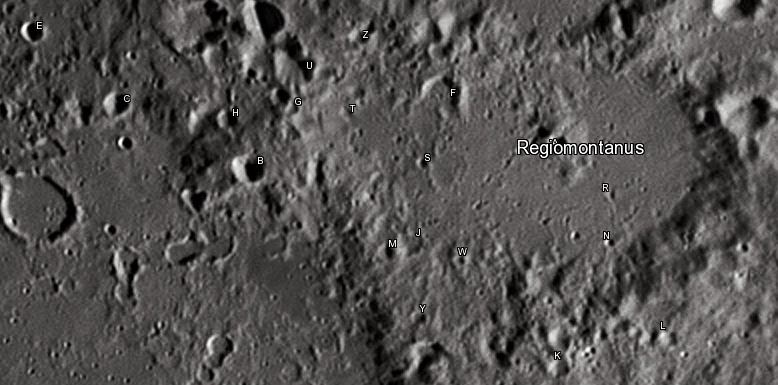
Cràters satèl·lit

El cràter està molt desgastat per l'erosió generada per successius impactes. La seva vora és irregular, muntanyosa i de contorn clarament ovalat. Les parets de les vores sud i oest s'han degradat gairebé del tot. Un altiplà prominent es troba descentrat al nord-oest, amb el petit cràter Regiomontanus A en la seva cimera. El sòl del cràter està inundat de lava, i presenta una sèrie de petits impactes.
El cràter del cim (Regiomontanus A) va ser considerat durant un temps com a prova de l'activitat volcànica de la Lluna. No obstant això, aquest element és en realitat un cràter d'impacte, i està lleugerament desplaçat des del cim del pic central.

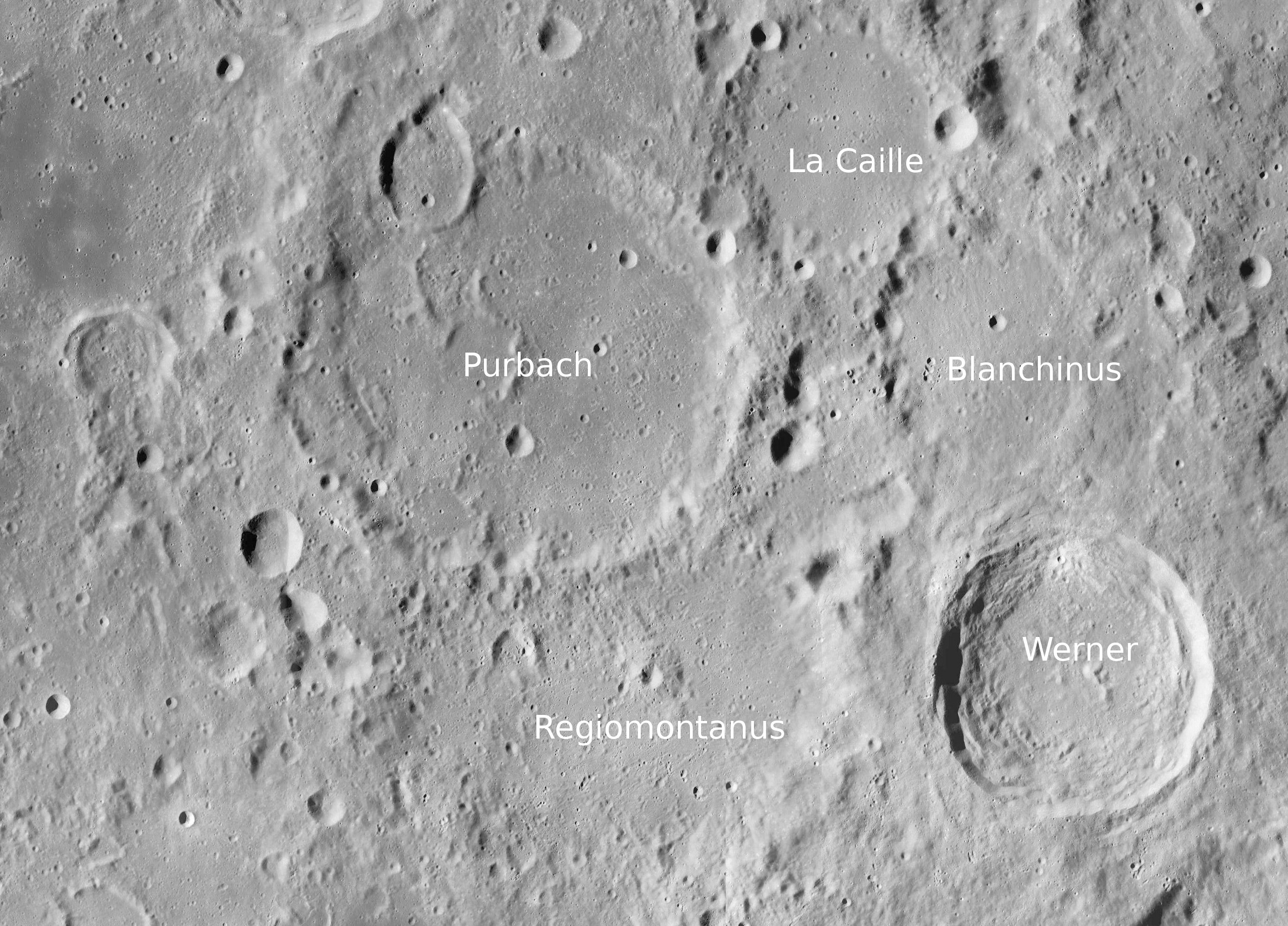
Imatge de la missió LRO
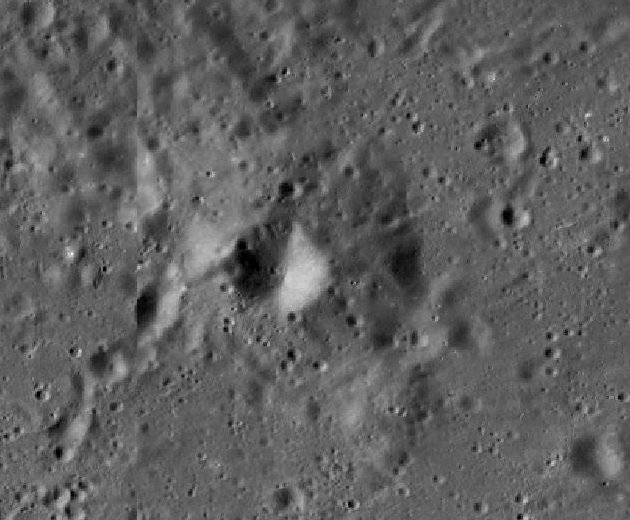
Regiomontanus A

Regiomontanus va rebre aquest nom en memòria de l'astrònom del mateix sobrenom, Regiomontanus. Com molts dels cràters de la cara visible de la Lluna, conserva el nom que li va adjudicar en 1651 Giovanni Riccioli en el sistema de la nomenclatura que s'ha estandarditzat posteriorment. Els cartògrafs lunars anteriors havien donat al cràter diversos noms: al mapa de Michael van Langren de 1645 es denominava «Christinae Reg. Suec.» per la reina Cristina de Suècia; i Johannes Hevelius va agrupar Purbach i Regiomontanus sota el nom de «Mons Libanus» en referència a la serralada del Líban.

## Cràters satèl·lit
Per convenció aquests elements són identificats en els mapes lunars posant la lletra en el costat del punt central del cràter que està més proper a Regiomontanus.
| Regiomontanus | Coordenades                         | Diàmetre |
| ------------- | ----------------------------------- | -------- |
| A             | 28° 00′ S, 0° 36′ O / 28.0°S,0.6°O  | 6 km     |
| B             | 29° 00′ S, 3° 42′ O / 29.0°S,3.7°O  | 10 km    |
| C             | 28° 42′ S, 5° 12′ O / 28.7°S,5.2°O  | 8 km     |
| E             | 28° 12′ S, 6° 12′ O / 28.2°S,6.2°O  | 6 km     |
| F             | 27° 48′ S, 1° 54′ O / 27.8°S,1.9°O  | 11 km    |
| G             | 28° 12′ S, 3° 36′ O / 28.2°S,3.6°O  | 5 km     |
| H             | 28° 36′ S, 4° 00′ O / 28.6°S,4.0°O  | 6 km     |
| J             | 29° 24′ S, 1° 54′ O / 29.4°S,1.9°O  | 8 km     |
| K             | 30° 18′ S, 0° 00′ E / 30.3°S,-0.0°E | 6 km     |
| L             | 29° 42′ S, 1° 06′ E / 29.7°S,1.1°E  | 6 km     |
| M             | 29° 36′ S, 2° 06′ O / 29.6°S,2.1°O  | 5 km     |
| N             | 28° 54′ S, 0° 06′ E / 28.9°S,0.1°E  | 3 km     |
| R             | 28° 24′ S, 0° 00′ E / 28.4°S,-0.0°E | 3 km     |
| S             | 28° 36′ S, 2° 00′ O / 28.6°S,2.0°O  | 4 km     |
| T             | 28° 06′ S, 2° 54′ O / 28.1°S,2.9°O  | 5 km     |
| U             | 27° 54′ S, 3° 30′ O / 27.9°S,3.5°O  | 11 km    |
| W             | 29° 30′ S, 1° 24′ O / 29.5°S,1.4°O  | 3 km     |
| Y             | 30° 06′ S, 1° 36′ O / 30.1°S,1.6°O  | 5 km     |
| Z             | 27° 30′ S, 3° 00′ O / 27.5°S,3.0°O  | 6 km     |